# Vasa Real
Vasa Real var 1926-1961 smeknamnet på Vasa Realskola, som var en statlig realskola, belägen på Karlbergsvägen 15 i Vasastan, Stockholm. 
Sedan 1995 verkar en nybildad mellan- och högstadieskola i huset under namnet Vasa Real. I denna skola finns även ett högstadium med judisk profil. Detta högstadium är det enda i Stockholm med en sådan inriktning. År 2015 finns cirka 800 elever i skolan, fördelade på 30 klasser från 5:an upp tom 9:an.

## Historia

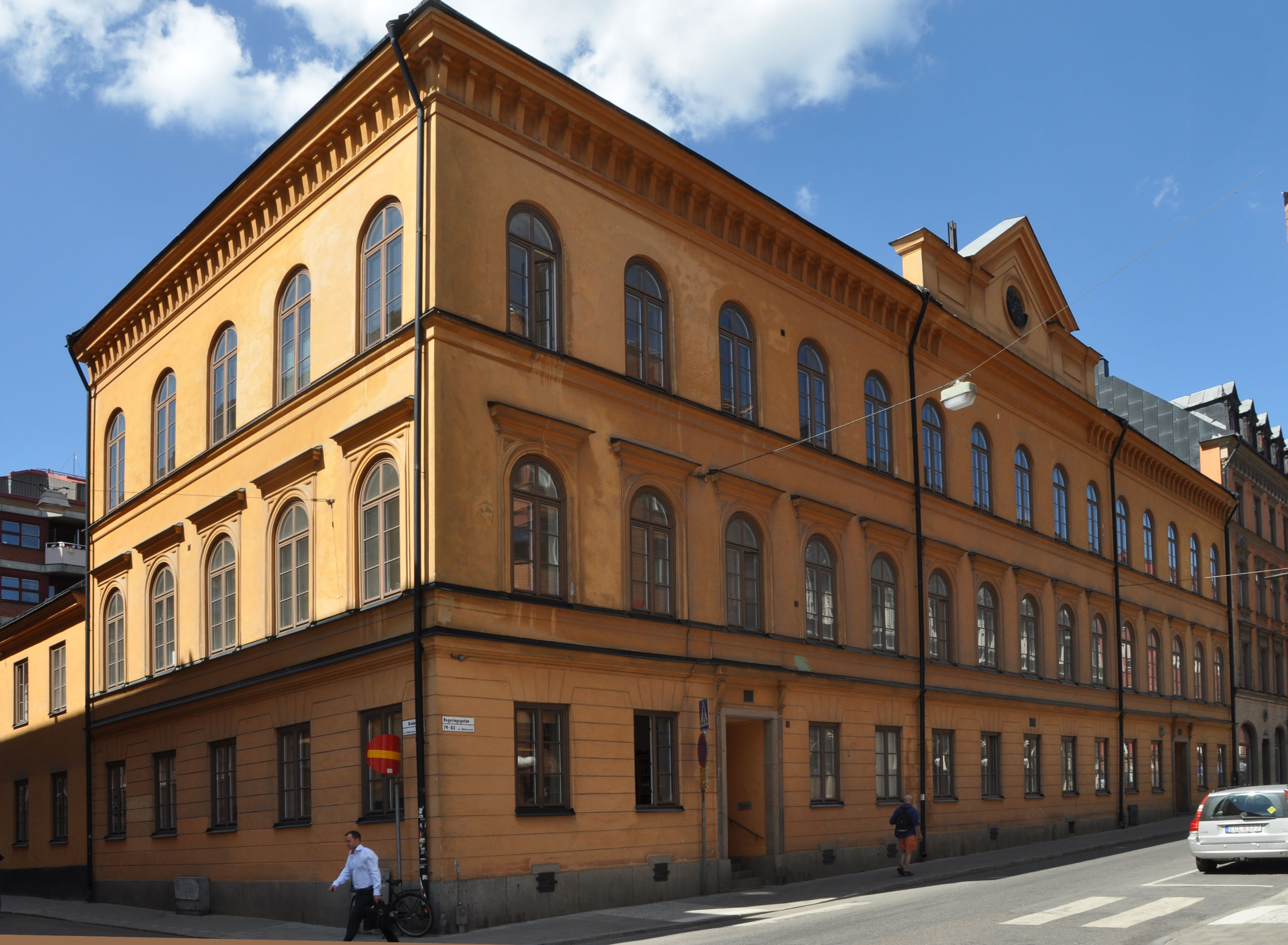
Jakobs realskola på Regeringsgatan

Skolan räknade sina anor från 1659, då Jacobs kyrkskola grundades och verkade på olika adresser inom Jakobs församling, från 1858 som Jakobs lägre elementarläroverk, från 1879 som Jakobs lägre allmänna läroverk och från 1905 som Jakobs realskola fram till 1926, då skolan flyttade in i nybyggda lokaler på Karlbergsvägen och fick namnet Vasa realskola. Mellan 1960 och 1964 var skolan förenad med det nyöppnade gymnasiet S:t Jacobi gymnasium i Vällingby med verksamhet i realskolans lokaler 1960-62, och 1964 upphörde Vasa samrealskola. Realexamen gavs från 1907 till 1964.
I ett hörn av skolgården finns fortfarande rester av den skolträdgård som man under realskoletiden månade om bland annat för att det var en liten kvarvarande rest av Bergianska trädgården, som bredde ut sig i detta område under 1800-talet innan den flyttade till Frescati 1885.
1962–1964 byggdes en flygel mot Dalagatan med ritsalar och elevmatsal. Under åren 1964-1990 verkade en annan skola i huset på Karlbergsvägen 15. Den grundades som Vasa tekniska fackskola, men bytte 1966 namn till Vasa gymnasium och hade först Saul Aresik och sedan Maude Strömberg som rektor. Skolan lades ned då Maude Strömberg gick i pension, och all teknisk utrustning flyttades över till Thorildsplans gymnasium och Åsö gymnasium.
Skolgården avstyckades omkring 1980 för att bygga ett daghem, där tidigare realskolans 60-metersbana och längdhoppsgrop fanns.
Efter 1990 har huset använts som evakueringslokal för Adolf Fredriks skola, Matteus skola och Norra Reals vuxengymnasium under deras ombyggnader.

## Händelser och personer
Arthur Nordén verkade som lärare på skolan 1925–1958. Lennart Rheyneuclaudes var rektor. 
En av de mer bemärkta personerna som varit elev i Vasa Real (under realskoletiden) var Jan Guillou, som beskrivit bland annat dessa år i sin bok Ondskan. Den tidigare ständige sekreteraren i Svenska Akademien Horace Engdahl var läsåret 1960-61 klasskamrat med Christer Pettersson i Vasa Real. Även Riccardo Campogiani och Jan Ståhlfors gick i Vasa Real. Scener i Mannen från Mallorca spelades in i byggnaden. 